# Ernst Fivian
Ernst Fivian, né le 12 août 1931 à Thoune et mort le 15 décembre 2021 à Lucerne, est un gymnaste suisse. Il fut champion d'Europe au sol ainsi que sportif suisse de l'année en 1959.

## Palmarès

### Jeux olympiques
- Helsinki 1952
  -  médaille d'argent par équipes

- Rome 1960
  - 8e par équipes

### Championnats d'Europe
- Copenhague 1959
  -  médaille d'or au sol
  -  médaille de bronze au saut de cheval
  - 5e au concours général individuel

- Luxembourg 1961
  -  médaille de bronze au saut de cheval